# Henri Maurel
Henri Maurel (* 2. Mai 1867 in Manosque; † 3. April 1935 in Marseille) war ein französischer Politiker. Von 1919 bis 1924 war er Mitglied der Abgeordnetenkammer.
Maurel, der hauptberuflich Lehrer war, zog 1910 in den Generalrat des Départements Bouches-du-Rhône ein. 1914 kandidierte er um einen Sitz im Parlament, unterlag aber Frédéric Chevillon. Dessen Mitglied blieb er bis 1919, als er für die Sozialisten den ersten Wahlkreis des Départements gewann und in die Nationalversammlung einzog. Bei der Abspaltung der Kommunisten schloss er sich diesen an, wurde jedoch 1923 aus der Partei ausgeschlossen. Maurel schied 1924 aus der Nationalversammlung aus und starb 1935 in Marseille.